# 変圧器
変圧器（へんあつき、英語: transformer）あるいはトランスとは、電磁誘導を利用して、交流電源の電圧を変化させる電力機器・電子部品である。変成器（へんせいき）の一種。
変圧器を使用すると、電圧だけでなく電流も変化する。変圧器は静的な（可動部がない）機械であり、周波数を変えずに電力をある電気回路から別の電気回路に転送する 。三相交流は各相ごと変圧を行う必要があり、同じ単相変圧器を3つ用いる。
交流電圧の変換（変圧）、インピーダンス整合、平衡系 - 不平衡系の変換に利用する。

## 理論

### 原理

変圧の基本原理

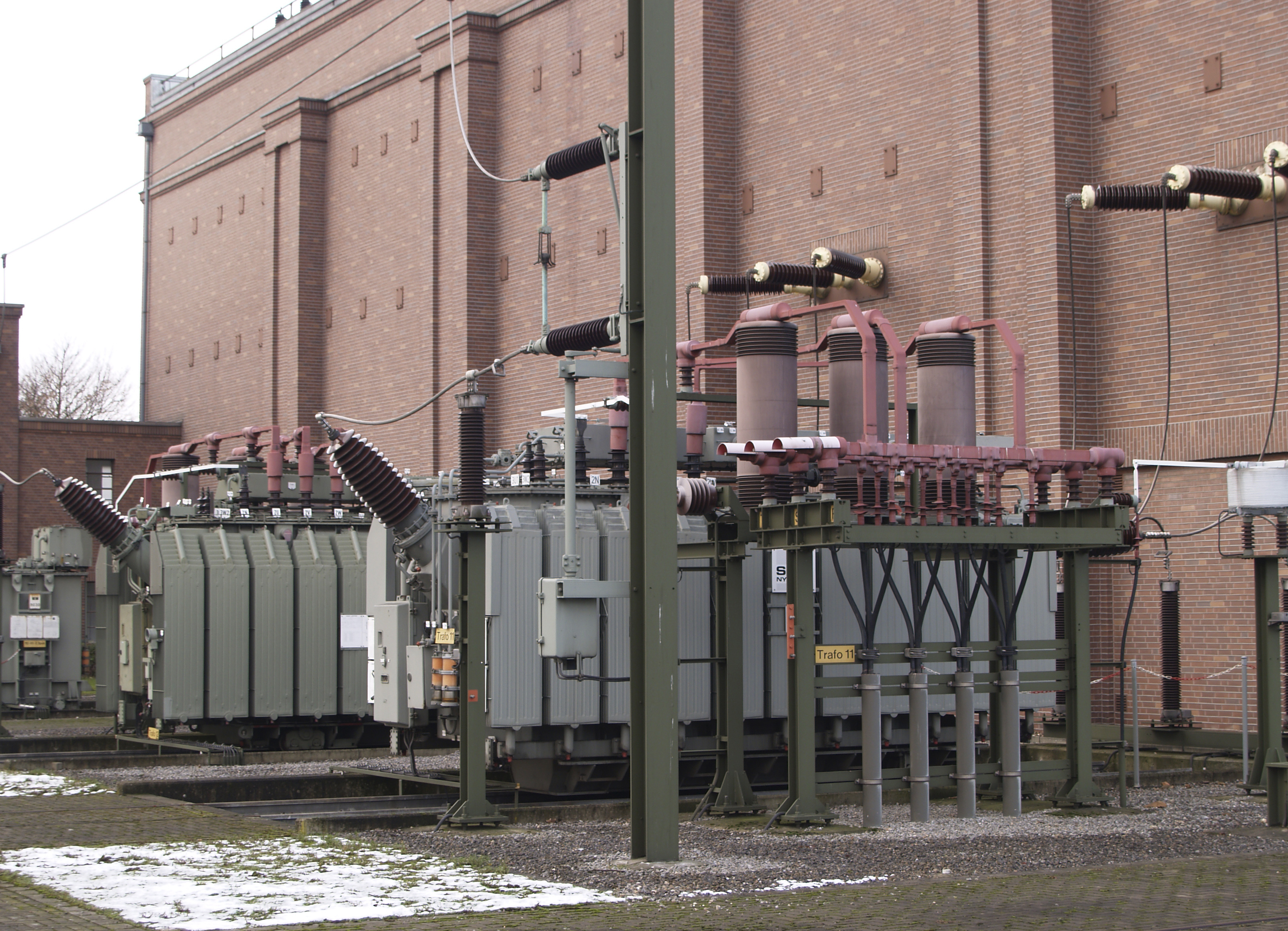
発・変電所の大型変圧器

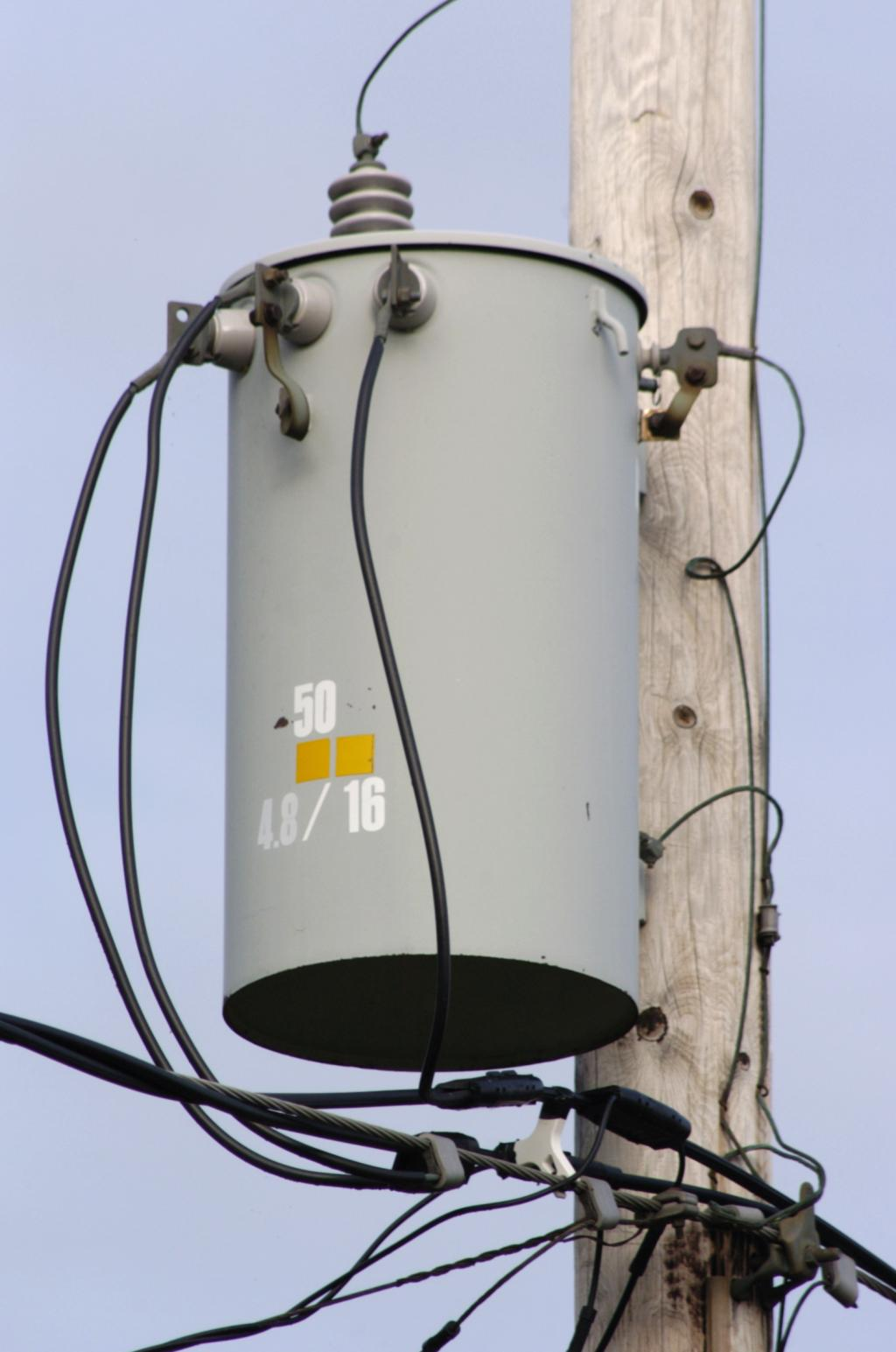
電柱に取り付けられた変圧器

変圧器は、磁気的に結合した（相互誘導）複数のコイルからなる。コイル内外に磁気回路をともなうものもある。コイルに使用する導線を巻線という。
特にふたつのコイルから成るものにおいて、入力側のコイルを一次コイル、出力側のコイルを二次コイルという。一次コイルに交流電流を流し、変動磁場を発生させ、それを相互インダクタンスで結合された二次コイルに伝え、再び電流に変換し、出力する。
変圧器によって電圧を変更することを変圧（へんあつ）といい、電圧を上昇させることを昇圧（しょうあつ）、逆に下降させることを降圧（こうあつ）という。
一次側に入力されるエネルギーと二次側から出力されるエネルギーは同じである。そのため、昇圧させれば電流は減る。
変圧器の特有の現象ではないが、エネルギー保存則の影響を受けるため、一次側に入力したエネルギーは二次側から出力されるエネルギーに加え、発生する熱（ジュール損と渦電流損）や音、漏洩した磁束を含んだ状態と等しくなる。そのため、実際の変換の際にはこれらの損失が発生するため、二次側のエネルギーは減少する。

### 変圧、巻数、変流の関係
一次コイルの電圧V1、巻数N1、電流I1をそれぞれ一次電圧、一次巻数、一次電流という。同様に二次コイルの電圧V2、巻数N2、電流I2をそれぞれ二次電圧、二次巻数、二次電流という。
またそれらの比V1/V2、N1/N2、I1/I2をそれぞれ変圧比（へんあつひ）、巻数比（まきすうひ）、変流比（へんりゅうひ）という。巻数比は変成比（へんせいひ）とも呼ばれる。
理想的な変圧器では巻数比と変圧比は等しく、さらに変圧比は変流比の逆数と等しい。すなわち、以下が成り立つ：
{\displaystyle {\frac {N_{1}}{N_{2}}}={\frac {V_{1}}{V_{2}}}={\frac {I_{2}}{I_{1}}}} ... (a)
前者の等号が成り立つ条件は、一次コイルと鎖交する磁束が全て二次コイルと鎖交することである。より一般に一次コイルと鎖交する磁束のうち割合k が二次コイルと鎖交する場合は、
{\displaystyle {\frac {N_{1}}{N_{2}}}=k{\frac {V_{1}}{V_{2}}}}
が成立する。この値k のことを一次コイルと二次コイルの結合係数という。従って (a) の第一の等号が成り立つ条件は結合係数が1になることであると言い換えられる。
一方 (a) の第二の等号が成り立つ条件は、変圧器で電気的なエネルギーが保存されることである。実際エネルギー保存が成り立てば{\displaystyle I_{1}V_{1}=I_{2}V_{2}}であるので、第二の等号が成り立つ。なお回路中にひとつでも抵抗があればそこからエネルギーが熱として逃げてしまうので、電気的なエネルギーは保存せず、第二の等号が言えない。しかしこうした熱が十分小さければ第二の等号は近似的に成立する。

### 励磁電流
鉄心に主磁束を形成する電流が励磁電流（れいじでんりゅう）である。理想的な変圧器では、励磁電流の位相は一次電圧よりも90°遅れる。実際には鉄心の磁気飽和やヒステリシスにより励磁電流の波形は主に奇数次の高調波ひずみを含む。
電源周波数を高くすると励磁電流は減少する。

### 損失

#### 無負荷損（鉄損）
通電（励磁）している場合、負荷の大きさに関係なく生じる損失。

#### 負荷損
負荷電流の2乗にほぼ比例する損失である。
銅損巻線による電気伝導体の電気抵抗によるジュール損。
漂遊負荷損漏れ磁束による変圧器各部に生ずる渦電流損。

## 変圧比と巻数比の関係の導出
変圧比と巻数比の前述した関係式
{\displaystyle {\frac {N_{1}}{N_{2}}}=k{\frac {V_{1}}{V_{2}}}}
をマクスウェルの方程式から導出する。
一次コイルに交流電流を流すと、電圧{\displaystyle V_{1}}の変化に応じて一次コイル内の電場{\displaystyle {\boldsymbol {E}}_{1}}が変化する。電磁誘導の法則により{\displaystyle {\boldsymbol {E}}_{1}}の変化は磁束{\displaystyle \Phi _{1}}を生じさせ、磁束{\displaystyle \Phi _{1}}は変圧器の芯を通って二次コイルへと到達し、一部の磁束は漏れ経路を通りながら二次コイルへと到達せずに一次コイルに戻る。一次コイルから発生する全磁束{\displaystyle \Phi _{t}}のうちの有効磁束{\displaystyle \Phi _{g}}が二次コイルに到達する。有効磁束の割合は漏れ係数{\displaystyle \sigma }として表される。すなわち、
{\displaystyle \sigma ={\frac {\Phi _{t}}{\Phi _{g}}}}
として、
{\displaystyle \Phi _{2}=\sigma ^{-1}\Phi _{1}} ...(1)
が成立する。磁束{\displaystyle \Phi _{2}}は一次コイルの場合と逆の過程をたどることにより、二次コイル内の電場{\displaystyle {\boldsymbol {E}}_{2}}と電圧{\displaystyle V_{2}}とを変化させる。
一次コイル、二次コイルの断面をそれぞれ{\displaystyle S_{1}}、{\displaystyle S_{2}}とし、さらに一次コイル、二次コイル内の磁束密度をそれぞれ{\displaystyle {\boldsymbol {B}}_{1}}、{\displaystyle {\boldsymbol {B}}_{2}}とすると、i=1,2に対し、
{\displaystyle {\frac {\mathrm {d} \Phi _{i}}{\mathrm {d} t}}{\underset {(2)}{=}}{\frac {\mathrm {d} }{\mathrm {d} t}}\int _{S_{i}}{\boldsymbol {B}}_{i}\cdot \mathrm {d} {\boldsymbol {S}}{\underset {(3)}{=}}-\int _{S_{i}}\nabla \times {\boldsymbol {E}}_{i}\cdot \mathrm {d} {\boldsymbol {S}}{\underset {(4)}{=}}-\int _{\partial S_{i}}{\boldsymbol {E}}_{i}\cdot \mathrm {d} {\boldsymbol {s}}{\underset {(5)}{\fallingdotseq }}{\frac {V_{i}}{N_{i}}}} ... (6)
ここで (2)、(3)、(4) はそれぞれ磁束の定義{\displaystyle \Phi _{i}=\int _{S_{i}}{\boldsymbol {B}}_{i}\cdot \mathrm {d} {\boldsymbol {S}}}、ファラデー＝マクスウェル方程式{\displaystyle \nabla \times {\boldsymbol {E}}_{i}=-{\frac {\partial {\boldsymbol {B}}_{i}}{\partial t}}}、ストークスの定理から従う。また (5) は以下の理由により成り立つ：電圧の定義より、(5) の左辺はコイル一周分の積分から得られる電圧である。それに対しコイル全体に生じる電圧{\displaystyle V_{i}}は、コイルの周りを巻数{\displaystyle N_{i}}だけ積分して得られるので、{\displaystyle V_{i}\fallingdotseq -N_{i}\int _{\partial S_{i}}{\boldsymbol {E}}_{i}\cdot \mathrm {d} {\boldsymbol {s}}}となる。
求めるべき式は (1) と (6) から従う。

## 設計

### 定格
機器に対して製造者が保証する使用限度およびその際の指定条件。
| - 定格周波数 - 定格容量 - 定格一次電圧 - 定格二次電圧 | - タップ電圧 - 定格一次電流 - 定格二次電流 - 角変位 | - インピーダンス電圧 - 電圧変動率 - 絶縁階級 |

#### 定格周波数
その周波数において使用されるよう変圧器が設計された周波数。

#### 定格容量
定格二次電圧、定格周波数および定格力率において、定められた温度上昇限度を超えることなく二次端子間に得られる皮相電力。VAまたはkVAで表し、銘板に記される。

#### 定格電圧
一次巻線あるいは二次巻線の端子間に、印加するため指定した電圧または無負荷時に発生する電圧。実効値で表す。定格電圧をある巻線に印加したとき、無負荷時には、すべての巻線に定格電圧が発生する。

#### タップ電圧
任意のタップについて巻線の線路端子間に、無負荷時に発生または印加される指定電圧。

#### 定格電流
定格容量を、定格電圧と相数で決まる係数（単相では1、三相では{\displaystyle {\sqrt {3}}}）で除した線路電流実効値。

#### 位相変位
中性点と二つの巻線の対応する端子間の位相電圧ベクトルの角度差

#### 短絡インピーダンス
一方の巻線を短絡し、定格周波数において、他方の巻線端子間で測定されたインピーダンス。
多相の場合は等価的な星形結線に置き換えた1相分の値とする。通常、基準インピーダンスに対する百分率 (%) で表す。
```
基準インピーダンス= (定格電圧)
2
 ÷ 定格容量
```

他方の巻線を短絡し、定格電流を流すために印加する電圧をインピーダンス電圧という。百分率で表した短絡インピーダンスは、インピーダンス電圧の定格電圧に対する比の百分率に等しい。

#### 電圧変動率
一方の巻線に定格電圧を印加されたとき、指定された負荷及び力率において、他の巻線端子に発生する電圧と無負荷電圧との算術差を、定格電圧で除した比で百分率 (%) で表す。

#### 耐熱クラス
変圧器を構成する絶縁材料の耐熱特性による分類。
105 (A) ・120 (E) ・130 (B) ・155 (F) ・180 (H) ・200・220・250の種類がある。それぞれ105 - 250 ℃が許容最高温度である。短時間定格という取り扱い方法が認められる場合もあるが、絶縁材料は、許容最高温度を長時間連続持続して超えてはならない。

### 鉄心・巻線

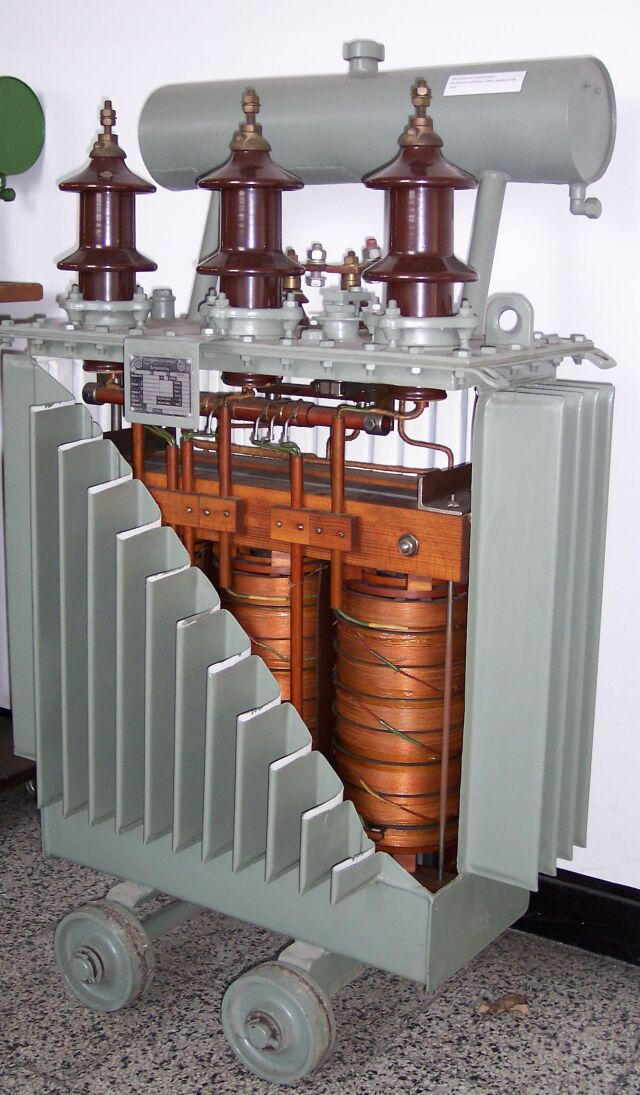
変圧器の内部

一次回路と二次回路を相互インダクタンスで結合する磁気回路として、通常は鉄心が用いられる。高周波用には鉄心を有しないものもある。
変圧器の鉄心には鉄損が少なく、飽和磁束密度・透磁率の大きい材料が適しており、ケイ素鋼板が多く用いられ、特定の方向に磁化し易い方向性鋼板が採用されることも多い。また、特に損失の低減を図る目的でアモルファス磁性材料が用いられることもある。
渦電流損を低減させるため、表面を絶縁処理した薄い鋼板を積層したものや、帯状に圧延した鋼板を巻いた巻鉄心などがある。

巻線には絶縁被覆を有する軟銅線が用いられる。断面形状は一般的なものでは丸形だが、大型用は導体断面積を大きくできる角形となっている。一般には一次巻線を巻いた上に二次巻線を重ねる積層巻が行われるが、特に、信号用・高周波用変成器のように一次・二次の密な結合が必要な場合は、一次・二次の巻線を1本ずつ交互に配置するバイファイラ巻なども行われる。
また、複数の二次電圧が必要な場合や電圧の調整が必要な場合は、巻線の途中からタップと呼ばれる端子が取り出される。
鉄心と巻線の配置は以下の2種類ある。

#### 内鉄形
- 鉄心の周りに低圧巻線、その周りに高圧巻線を配置する、同心円配置が多い。
- 鉄心より巻線が多くなり、銅機械となる。
- 絶縁のため高電圧に用いられる。

#### 外鉄形
- 巻線の周りに鉄心を配置したものである。
- 鉄心の周りに低圧巻線・高圧巻線を交互に配置する、交互配置が多い。
- 巻線より鉄心が多くなり、鉄機械となる。

### 絶縁物の種類
- 油入変圧器 : シリコーン油・鉱油
- モールド変圧器 : 合成樹脂モールド
  - 耐熱クラス H（H種）乾式変圧器 : 空気
- ガス変圧器 : 六フッ化硫黄 (SF6) ガス

### 保安装置
- 機械的保護
  - ブッフホルツ継電器
  - 衝撃油圧継電器
  - 温度継電器
- 電気的保護
  - 比率差動継電器
  - 地絡継電器
  - 過電流継電器

## 変圧器の結線と種類

### 単相変圧器
単相交流を入出力とするものである。

### 三相変圧器
三相交流を入出力とするものである。
| 結線      | 線間電圧/相電圧  | 線電流/相電流    | 中性点接地         | 角変位 | 特徴・用途                                                                                               |
| --------- | ---------------- | ---------------- | ------------------ | ------ | --- |
| Δ - Δ     | 1                | √3倍             | 不可               | 無     | 低電圧の回路で用いられる。                                                                               |
| Y - Y     | √3倍             | 1                | 一次、二次とも可能 | 無     | 鉄芯の磁気飽和による高調波電圧により誘導起電力が歪むため、Y - Y - Δ結線が用いられることが多い。          |
| Y - Y - Δ | √3倍             | 1                | 一次、二次とも可能 | 無     | Δ結線の三次巻線に第三調波を流し誘導起電力を正弦波とする。 三次巻線が調相や計測用に用いられることもある。 |
| Y - Δ     | 一次:√3倍 二次:1 | 一次:1 二次:√3倍 | 一次のみ可能       | 有     | 降圧に適しているため受電端に用いられる。                                                                 |
| Δ - Y     | 一次:1 二次:√3倍 | 一次:√3倍 二次:1 | 二次のみ可能       | 有     | 昇圧に適しており、二次側の中性点接地が可能なため送電端に用いられる。                                     |
| V - V     | 1                | √3倍             | 不可               | 無     | 配電用柱上変圧器など。利用率が小さい。 Δ - Δ結線で1相が故障した場合の応急用にも用いられることがある。    |

#### 異容量V結線
容量が異なる2台の変圧器をV - V結線し、三相負荷と単相負荷を同時に取り出す変圧器の結線方式。配電用柱上変圧器では、単相（電灯）と三相（動力）の需要家が混在する地点でよく使用される。小容量側の変圧器でV結線の三相負荷の一相へ、大容量側の変圧器でV結線のもう一相と単相負荷を兼用する。前者を専用変圧器、後者を共用相変圧器と呼ぶ。同じ目的に、単相変圧器と三相変圧器を1台にまとめた灯動共用変圧器を使うこともある。

### 相変換変圧器
三相交流から単相交流に変換する変圧器で、電気鉄道で交流電気車への電力供給や、三相交流電源を用いて単相電気炉や単相モーターを運転する場合などに採用される。

#### スコット結線変圧器
三相交流から90度の位相差の2組の単相交流を出力するもので、ふたつの巻線を持つ。
出力電圧を揃えるため、ひとつの巻線の巻数比をもう一方の巻線の巻数比の{\displaystyle {\frac {\sqrt {3}}{2}}}倍としている。
鉄道の交流饋電用変電所などに用いられる。
二次側巻線が2組あり、単相交流が2組出るタイプが一般的である。効率が悪くなるが、ふたつの出力を直列にして両端で単相1組とすることもできる。注意点として、ふたつの出力の位相が90度異なるため、電圧が2倍ではなく1.4倍になることが挙げられる。例えば、各々200 Vで10 kVAの容量があるスコット結線変圧器では、単相1回路結線した場合、280 V・14 kVAの容量しか得られないため体積効率が悪くなる。また、各巻線の電圧と電流の位相がずれるため力率も悪くなる。そのため非常用発電回路など小規模な設備に限って使われる。
なお、ふたつの巻線の負荷にアンバランスがあると一次側が不平衡となり逆相電流が発生するため、負荷を均等化することが望ましい。これは次項のウッドブリッジ結線にも共通する留意事項である。

#### ウッドブリッジ結線変圧器
一次側はY巻線とし、二次側はふたつのΔ巻線を背中合わせに接続した変圧器で、スコット結線と同様に三相交流から90度の位相差の2組の単相交流が得られるが、電圧を揃えるため一方の二次回路に付加巻線が設けられる。また、この付加巻線を外付けの単巻変圧器としたものを変形ウッドブリッジ結線という。スコット結線に比べ、二次側の負荷が不平衡となっても接地した一次中性点に電流が流れない特徴がある（参照：電気工学ハンドブック）。
多量の電力を扱う新幹線の交流饋電用変電所では220 kV系以上の超高圧送電線から受電しているが、保安上、一次回路の中性点接地が必要なため、変形ウッドブリッジ結線変圧器が用いられている。

#### ルーフ・デルタ結線変圧器
一次巻線はY結線であり、二次巻線はふたつの相の巻線を直列に接続したA座と、Δ結線でA座との位相差が90度のB座から構成される。
変形ウッドブリッジ結線と同様に、一次側の中性点接地が可能であるため187kV以上の系統から受電する新幹線などの変電所に採用されるが、変形ウッドブリッジ結線と異なり二次側のA座とB座が電気的に独立している。従って、国内の交流電化の主流であるAT饋電方式では単巻変圧器の巻数比を1:1より大きくでき、その場合、饋電線の電圧はトロリ線の電圧よりも高くなると同時に饋電線の電流が減少する。その結果、饋電線の電圧降下を低減でき、AT間隔を広げることが可能である。
変形ウッドブリッジ結線に比べ、ルーフ・デルタ結線は設置スペースや効率などが優れているが、一般的な電力用変圧器と異なる構造であることから岡山駅開業以降の新幹線では変形ウッドブリッジ結線が採用されてきた。その後、鉄道総研を中心にルーフ・デルタ結線の諸課題について検討が行われた結果、実用化の見通しが得られたため、このほど、東北新幹線新七戸変電所に採用され、今後も新設や既設置換えでの採用が進む見込みである。

参考資料（鉄道総研による）

### 単巻変圧器
巻線の一部を一次と二次側とで共用するものである。オートトランス、またはオートトランスフォーマー（Autotransformer）、オートフォーマーともよばれている。共通部分を分路巻線（ぶんろまきせん）、そうでない部分を直列巻線（ちょくれつまきせん）という。
一次・二次電圧のうち高い方をVH・低い方をVLとした場合、一次・二次巻線を有する通常の変圧器に比べ、単巻変圧器は (VH-VL)/VH倍の容量で足りることとなり、メリットは変圧比 (VH/VL) が1に近いほど顕著となる。
- 分路巻線に流れる電流は、一次側と二次側の差となるので巻数比が小さいほど細くできる。
- 分路巻線は漏れ磁束が無く、漏れリアクタンスが小さく、電圧変動率も小さくなる。
- 入力電圧と出力電圧との差の少ない用途に適する。
- 一次側と二次側を電気的に絶縁できない。回路構築上、接地極に注意する必要がある。

このような特徴から、単巻変圧器は長距離配電線の電圧降下補償などに用いられている。なお、三相交流の場合、Δ - Δ接続の単巻変圧器は一次・二次間に位相差が生じるので注意が必要である。

#### 可変単巻変圧器

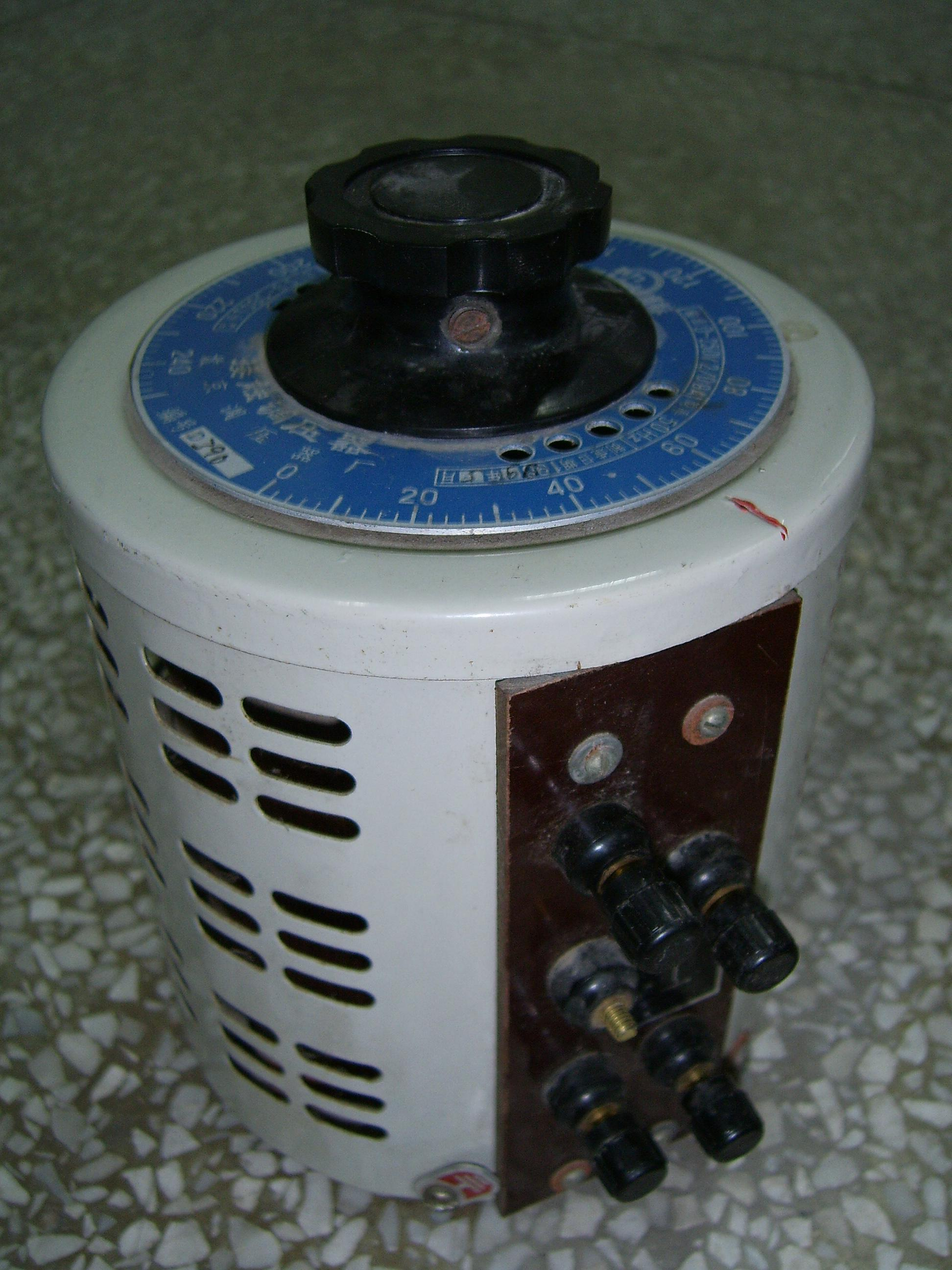
可変単巻変圧器

単層絶縁巻線の露出面の一部の絶縁膜を剥がし、可動式摺動子を接触させ、単巻変圧器を可変電圧出力式とした製品。スライドトランスとも呼ばれるが、日本ではスライダックが古くから著名な商標であったためその名で呼ばれることも多い。最近は、重量や価格の点で有利な半導体による変圧器（Solid-state transformer, SST）や、大電力用には電力用半導体素子を用いた パワーエレクトロニクストランスフォーマー（PET）が用いられることも多いが、これらに対し、出力電圧に波形ひずみを殆ど含まないことは単巻変圧器の大きな特徴である。

### 磁気漏れ変圧器

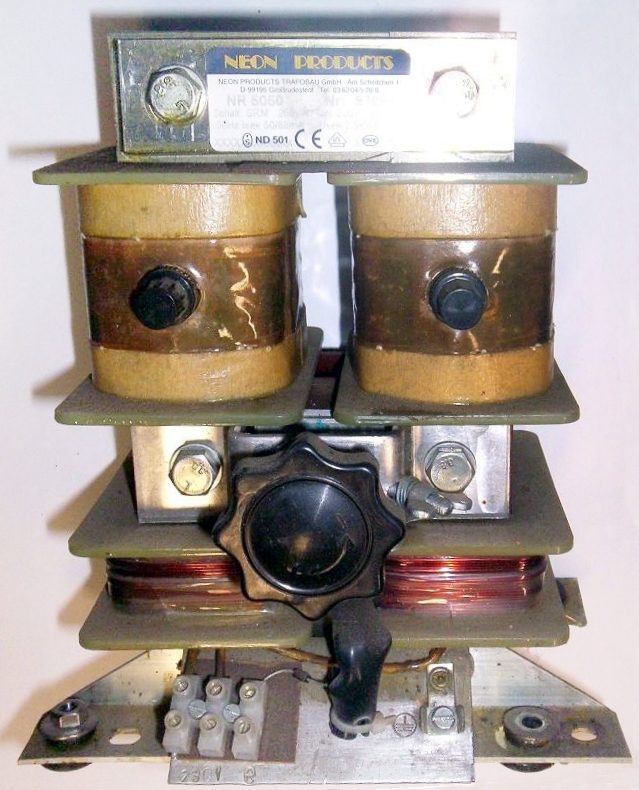
磁気漏れ変圧器

磁気漏れ変圧器は一次・二次巻線を別々の区画に離して巻き、これに漏れ磁束のための磁気回路を設けたものである。負荷電流が増加しようとすると漏れ磁束の増加で電圧が低下し、負荷が変動しても電流が一定に保たれる。定電流変圧器とも呼ばれる。漏れインダクタンス（短絡インダクタンス）の値が大きいトランスである。蛍光灯用磁気安定器・ネオン管用変圧器・アーク溶接用変圧器・電子レンジ（マグネトロン）安定用変圧器などに用いられる。

### 共振変圧器

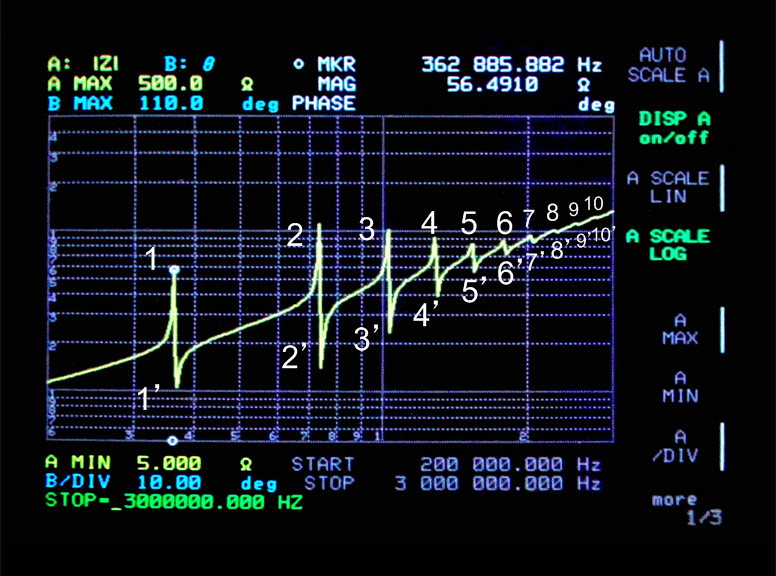
テスラコイルの一次巻線側から観測した二次巻線上に発生する共振の様子（多数の共振が存在する）

共振変圧器は磁気漏れ変圧器の一種であり、二次巻線に並列に共振コンデンサを接続するかまたは二次巻線の分布容量によって、共振を起こさせるトランスである。磁気漏れ変圧器の二次側短絡インダクタンスと二次側共振容量とが直列共振回路を形成し、二次側の直列共振周波数（1'）で一次側から駆動することにより、一次巻線で発生する磁束の位相と二次巻線で発生する磁束の位相が同期する磁界調相結合が起きて昇圧する。二次巻線の短絡インダクタンスをLscとし、二次側の共振容量をCsとすると、共振周波数ω2は、
{\displaystyle \omega _{2}={\frac {1}{\sqrt {L_{sc}C_{r}}}}={\frac {1}{\sqrt {(1-k^{2})L_{2}C_{r}}}}}
である。
変圧比（昇圧比）が一定せず、負荷によって変圧比（昇圧比）が変動し、負荷に対して定電流性を持つ。この性質を利用して電子式蛍光灯安定器（蛍光灯インバータ）・電子式ネオン管安定器・冷陰極管用インバータ・テスラコイル（放電用）などに用いられる。磁界共振方式のワイヤレス給電の原理も共振変圧器の結合係数を小さくしたモデルとして説明することができる。

## 運用

### 変圧器の並行運転
負荷に供給したい電力が1台の変圧器の容量で不足する場合、複数台の変圧器の一次側および二次側を並列接続して運転することがある。これを並行運転と呼ぶ。並行運転を行うためには、電圧の極性をそろえること、巻数比が等しいことが必要である。さらに、負荷が複数台の変圧器の容量に応じて分配されるために、各変圧器のパーセントインピーダンスが等しいことが必要となる。

## 歴史

### 誘導コイルの実験
1831年にマイケル・ファラデーは変圧器の基本となる原理であるファラデーの電磁誘導の法則を発見し、コイル間の電磁誘導に関する実証を行なったが、将来それが起電力を操作する役割を持つという認識は無かった。1836年にアイルランドのメイヌース大学 (St Patrick's College, Maynooth) のニコラス・カラン牧師 (Nicholas Callan) が誘導コイルを発明し、これが変圧器として広く用いられる初めてのものとなった。彼は、一次巻線に対して二次巻線の巻数を増やすほど大きな起電力が発生するということに気づいた初期の研究者の1人であった。誘導コイルは、電池からより高い電圧を取り出そうとする科学者や発明家の努力によって発展した。電池は交流ではなく直流の電源であることから、電磁誘導に必要な磁束の変化を生み出すために一次側でコネクタを振動させて定期的に電流を遮断することによって誘導コイルが働くようになっていた。1830年代から1870年代にかけて、よりよい誘導コイルを、ほとんどは試行錯誤によって作り出そうとする試みにより、ゆっくりと変圧器の基本原理が明らかとなっていった。効率的で実用的な設計は1880年代まで発明されなかったが、それから10年の間に電流戦争において交流が直流に対して勝利を収め、それ以来支配的な地位を確保し続けているために変圧器が助けとなった。
1876年にロシアの技術者であるパーヴェル・ヤブロチコフは、一次側巻線が交流電源に接続され、二次側巻線を彼の設計した複数の「電気ろうそく」（アーク灯）に接続できる誘導コイルの組み合わせに基づいた照明システムを発明した。このコイルはシステムの中で原始的な変圧器のように用いられた。この発明に関する特許では、このシステムは「単一の電源からいくつかの照明装置にそれぞれ異なる輝度で電力を供給する」としている。
1878年、ハンガリーのガンツ社の技術者がオーストリア＝ハンガリー帝国での電灯装置製造のために大きな技術的な貢献をし、1883年までに50を超える装置を製作した。ガンツはアーク灯・電球・発電機・その他の備品からなる全般的なシステムを提供した。
ルシアン・ゴーラールとジョン・ディクソン・ギブスは1882年にロンドンで「二次発電機」(secondary generator) と称する鉄心に空間の空いた装置を初めて公開し、このアイデアをアメリカ合衆国のジョージ・ウェスティングハウスの会社に売却した。また彼らはこの発明を1884年にイタリアのトリノでも公開し、そこで電灯システムとして採用されることになった。
1880年頃まで高圧の電源から低圧の負荷に交流電力を送る方法は、電源に対して直列に負荷をつなぐものであった。直列につなぐことで各負荷に掛かる電圧は下がったが、その代わりに個々の負荷の電源を切ると全体の電源が切れてしまう。このことから、巻数比が1対1の変圧器が使われた。高圧側の電源に直列に変圧器の一次巻線を接続し、二次巻線で低圧の電灯に接続して、二次側で電源を入り切りすることで、全体の電源を切らずに個別の電灯の電源を切ることができるようにしていた。この方法の本質的な問題は、それでもなおひとつの電灯を入り切りするだけで他の回路全体に影響を与えてしまうことで、この直列回路の問題のある特性に対応するために多くの調整可能なコイルの設計がなされた。そのために鉄心を調整し、あるいはコイルの周りを迂回して磁束を流すなどの電圧を調整するための多くの方法が開発された。しかし、磁気回路に空間の空いた誘導コイルは電力を変換する効率が悪かった。

### 最初の変圧器の発明
1884年から1885年にかけて、ブダペストのガンツ社の技術者、ジペルノウスキー、ブラーティ、デーリの3人が効率的な"ZBD"式の閉じた鉄心モデルを開発した。これはゴーラールとギブスが開発した設計に一見似ていたが、ゴーラールとギブスはあくまで鉄心に空間のあるものを設計している。ジペルノウスキー、ブラーティ、デーリは、それ以前の鉄心が無い、あるいは鉄心の磁気回路が閉じていない装置は電圧を調整できず、実用的でないことを発見した。彼らが合同で出願した特許では鉄心に極が無い、鉄心が環状になっているものと、鉄心が覆いのようになっているもののふたつの構成が記載されていた。
環状鉄心モデルでは、鉄心は環状に構成され、その周りにふたつのコイルが同様に巻かれていた。覆い方式のモデルでは、銅製の誘導ケーブルが鉄心の中を通されていた。どちらの設計でも、一次と二次のコイルを結ぶ磁束はほぼ全て鉄心の中をとおり、意図的に空中を通る経路は無い。鉄心は鉄の線あるいは板で作られていた。この発明によって、産業と家庭に経済的に電力を供給することが可能となった。ジペルノウスキー、ブラーティ、デーリは変圧器の巻数比と電圧比の関係する数式も発見した。この数式により、変圧器は計算して設計できるようになった。彼らの特許の出願の中で、ブラーティが造語した"transformer"という言葉が初めて使われた。
ジョージ・ウェスティングハウスはゴーラールとギブス、そしてZBD式の両方の特許を1885年に購入した。ウェスティングハウスはZBD式の変圧器を商用化する設計をウィリアム・スタンリーに任せた。スタンリーは、鉄心を組み合わせられたE字形の鉄のプレートから作成した。この設計は1886年に初めて商用に用いられた。ロシアの技術者ミハイル・ドリヴォ＝ドブロヴォルスキー (Mikhail Dolivo-Dobrovolsky) は、1889年に初めて三相の変圧器を開発した。1891年にニコラ・テスラは高電圧を高周波数で発生させる空芯コアで共鳴を利用したテスラコイルを発明した。可聴周波数の変圧器は、電話の開発に際して初期の研究者に利用された。

### スイッチング電源
1950年代にスイッチング電源が登場し高効率化・小型化が進むと、一般向けの電源では主流となった。トランス式と比較して高周波ノイズが多いことから、医療機器や高級オーディオなどノイズを嫌う分野ではトランス式が利用されている。